# 3712 Kraft
A 3712 Kraft (ideiglenes jelöléssel 1984 YC) a Naprendszer kisbolygóövében található aszteroida. Harlan, E. A., Klemola, A. R. fedezte fel 1984. december 22-én.